# Nicolai Dose
Nicolai Dose (* 1958) ist ein deutscher Politikwissenschaftler.

## Leben
Von 1977 bis 1984 studierte er Verwaltungswissenschaft und politische Wissenschaft in Konstanz und an der Graduate School of Rutgers University. Von 1985 bis 1987 war er wissenschaftlicher Angestellter im Sonderforschungsbereich Verwaltung im Wandel an der Universität Konstanz. Von 1988 bis 1990 war er Forschungsreferent am Forschungsinstitut für öffentliche Verwaltung bei der Hochschule für Verwaltungswissenschaften Speyer. Von 1991 bis 1998 war er wissenschaftlicher Mitarbeiter und wissenschaftlicher Assistent am Lehrstuhl für Verwaltungswissenschaft, Institut für Staatswissenschaften der Universität der Bundeswehr München. Von 1998 bis 2009 war er wissenschaftlicher Assistent (November 1998 – März 2002) und anschließend bis März 2009 akademischer (Ober-)Rat am Lehrstuhl für Politische Wissenschaft der TU München. Von 2007 bis 2008 vertrat er den Lehrstuhl für Staat und Regieren an der FernUniversität in Hagen. Von 2009 bis 2011 lehrte er als Professor für das Politische System der Bundesrepublik Deutschland und Public Administration an der Universität Siegen. Seit 2011 ist er Inhaber des Lehrstuhls für Politikwissenschaft und Verwaltungswissenschaft an der Universität Duisburg-Essen.
Seine Forschungsgebiete sind Verwaltungswissenschaft, Gesetzesfolgenabschätzung, staatliche Steuerung, Governance, Policy-Analyse, politisches System der Bundesrepublik Deutschland, insbesondere Parteien und Föderalismus und Umweltpolitik.

## Schriften (Auswahl)
- Die verhandelnde Verwaltung. Eine empirische Untersuchung über den Vollzug des Immissionsschutzrechts. Baden-Baden 1997, ISBN 3-7890-4739-2.
- mit Wilhelm Hofmann und Dieter Wolf: Politikwissenschaft. Konstanz 2007, ISBN 3-8252-2837-1.
- Problemorientierte staatliche Steuerung. Ansatz für ein reflektiertes Policy-Design. Baden-Baden 2008, ISBN 978-3-8329-3464-4.
- mit Anne-Kathrin Fischer und Nathalie Golla: Die Partei im regionalen Fokus. Mitgliederschwund, Alterungsprozesse und Mitgliederpartizipation bei der SPD – Ergebnisse zweier empirischer Studien. Baden-Baden 2016, ISBN 3-8487-3131-2.